# Farley Granger
Farley Earle Granger Jr. (ur. 1 lipca 1925 w San Jose, zm. 27 marca 2011 w Nowym Jorku) – amerykański aktor.
Po raz pierwszy został dostrzeżony w małej inscenizacji w Hollywood przez reżysera castingu z Metro-Goldwyn-Mayer i otrzymała znaczącą rolę Damiana Simonowa w dramacie wojennym Lewisa Milestone’a Blask na wschodzie (1943), kontrowersyjnym filmie wychwalającym Związek Radziecki u szczytu II wojny światowej, ale później potępionym za jego stanowisko polityczne. Kolejną rolą był sierżant Howard Clinton w dramacie wojennym Lewisa Milestone’a Purpurowe serce (The Purple Heart, 1944), który powstał, zanim Granger służył w marynarce wojennej w Honolulu, w jednostce organizującej rozrywkę żołnierzy na Pacyfiku. Tutaj nawiązał przydatne kontakty, w tym z Bobem Hope, Betty Grable i Ritą Hayworth. Tam też zaczął odkrywać swoją biseksualność, której, jak stwierdził, nigdy nie czuł potrzeby ukrywać.
Rola Phillipa Morgana w dreszczowcu Alfreda Hitchcocka Sznur (1948), fabularyzowanej relacji ze sprawy morderstwa Leopolda i Loeba w 1924, przyniosła mu wiele pochwał krytyków, chociaż film zebrał mieszane recenzje. Hitchcock obsadził go ponownie w dramacie noir Nieznajomi z pociągu (1951) jako gwiazdę tenisa Guya Hainesa, wciągniętą w spisek o obustronnym morderstwie prowadzony przez bogatego psychopatę; opisał to jako swoje najszczęśliwsze doświadczenie podczas kręcenia filmów.
8 lutego 1960 otrzymał własną gwiazdę w Alei Gwiazd w Los Angeles znajdującą się przy 1551 Vine Street.
Występował na Broadwayu w przedstawieniach – Mewa Antona Czechowa (1964) w roli Konstantego Gawryłowicza Trieplewa, Czarownice z Salem Arthura Millera (1964) jako John Proctor i Szklana menażeria Tennessee Williamsa w roli syna. W 1986 za rolę Eldona w spektaklu off-Broadwayowskim Talley & Son Lanforda Wilsona otrzymał nagrodę Obie. 

## Filmografia

### Filmy
- 1943: Blask na wschodzie (The North Star) jako Damian Simonow
- 1948: Sznur (Rope) jako Phillip Morgan
- 1951: Nieznajomi z pociągu (Strangers on a Train) jako Guy Haines
- 1954: Zmysły  (Senso) jako porucznik Franz Mahler
- 1981: Zabójca Rosemary (The Prowler) jako szeryf George Fraser

### Seriale
- 1967: Ironside jako Mitch Kirby
- 1969: Hawaii Five-O jako Arnold
- 1976–1977: Tylko jedno życie jako dr Will Vernon
- 1979: The Edge of Night jako Trent Archer
- 1980: Statek miłości jako Charles Cummings
- 1984: Statek miłości jako Simon Ashford
- 1986–1988: As the World Turns jako Earl Mitchell
- 1968: Napisała: Morderstwo jako Jerome Ashcroft